# Модена (провинция)
Вижте пояснителната страница за други значения на Модена.
Модена (на италиански: Provincia di Modena) е провинция в региона Емилия-Романя, Италия.
Административен център е едноименният град – Модена. Провинцията включва 47 общини. Площта ѝ е 2689 km², а населението е около 660 000 души (2005).

## Административно деление
Провинцията се състои от 47 общини:
- Модена
- Бастиля
- Бомпорто
- Виньола
- Гуиля
- Дзока
- Кавецо
- Кампогалиано
- Кампосанто
- Карпи
- Кастелветро ди Модена
- Кастелнуово Рангоне
- Кастелфранко Емилия
- Конкордия сула Секия
- Лама Моконьо
- Маранело
- Марано сул Панаро
- Медола
- Мирандола
- Монтезе
- Монтекрето
- Монтефиорино
- Нонантола
- Нови ди Модена
- Палагано
- Павуло нел Фриняно
- Пиевепелаго
- Полинаго
- Приняно сула Секия
- Раварино
- Риолунато
- Савиняно сул Панаро
- Сан Посидонио
- Сан Просперо
- Сан Феличе сул Панаро
- Сан Чезарио сул Панаро
- Сасуоло
- Серамацони
- Сестола
- Солиера
- Спиламберто
- Фанано
- Финале Емилия
- Фиорано Моденезе
- Фиумалбо
- Формиджине
- Фрасиноро